# Przedsiębiorstwo Handlu Zagranicznego Bartimpex
Przedsiębiorstwo Handlu Zagranicznego Bartimpex S.A. – polska spółka akcyjna, która była kierowana przez Aleksandra Gudzowatego.
Bartimpex jest spółką rodzinną – udziały w niej posiadał Aleksander Gudzowaty (pełnił funkcje prezesa zarządu i dyrektora naczelnego), jego pierwsza żona Grażyna oraz ich najstarszy syn Tomasz. Spółka powstała w 1989 r. Specjalizuje się w handlu zagranicznym i realizacji projektów infrastrukturalnych. Ponadto zarządza grupą kapitałową, a w 2003 r. zorganizowała konsorcjum Bartimpex Industrial Group.
Bartimpex pozycję na rynku zawdzięczał, prowadzonemu od początku lat 90. XX w., handlowi barterowemu z Rosją. Spółka kupowała od rosyjskiego Gazpromu gaz ziemny w zamian oferując żywność, rury i artykuły przemysłowe (gaz za żywność).
W skład grupy kapitałowej wchodził m.in. Bank Współpracy Europejskiej, który odegrał istotną rolę w finansowaniu budowy polskiego odcinka Gazociągu Jamalskiego. Bartimpex był dostawcą rur dla gazociągu i generalnym wykonawcą polskiego odcinka gazociągu.
Pod koniec lat 90. współpraca uległa ograniczeniu – spółka popadła w konflikt zarówno z Gazpromem, jak i rządem Jerzego Buzka.
Bartimpex stał się w latach 1992–2001 kluczową spółką w pośrednictwie w handlu zagranicznym z Federacją Rosyjską. W ramach wymiany „gaz za żywność” Bartimpex sprzedał w tym okresie do Rosji towary o łącznej wartości ponad 500 mln dolarów.
W końcu lat 90. przedsiębiorstwo plasowało się na 27 miejscu w rankingu 500 największych przedsiębiorstw Polski w „Gazecie Bankowej”.
Do grupy należą m.in. spółki Wratislavia BIOdiesel i Akwawit-Polmos Wrocław.
W roku 2013, po śmierci Aleksandra Gudzowatego, prezesem zarządu Bartimpexu został Grzegorz Ślak.